# Estadio Municipal Parque Liebig's
El Estadio Municipal Parque Liebig's es un estadio de fútbol ubicado en la ciudad de Fray Bentos, en el departamento de Río Negro, Uruguay y fue construido en 1960. Tiene una capacidad para 10 000 espectadores y pertenece a la Intendencia de Río Negro. En él se juegan los partidos más importantes del Campeonato Fraybentino de Fútbol organizados por la Liga del departamento y a nivel de las selecciones de Río Negro se utiliza para la Copa Nacional de Selecciones del Interior y la Copa Nacional de Selecciones del Interior Sub-18 organizados por la OFI.
El 13 de noviembre de 2011 se inauguró las obras del estadio para recibir el Campeonato Sudamericano Sub-15 de 2011 con un partido entre la selección uruguaya sub-15 y un combinado local.